# Une baignade à Asnières
Une baignade à Asnières est un tableau de Georges Seurat (1859-1891) peint en 1884 à Asnières-sur-Seine, premier de ses sept grands tableaux.
Refusé au Salon de mars 1884, il est alors exposé à partir du 15 mai au Salon du groupe des artistes indépendant, rue des Tuileries, puis, à partir du 1er décembre suivant, au 1er Salon des indépendants. 
C'est cette toile qui révèle au critique Félix Fénéon l'art de Seurat et marque le début de son engagement pour la défense du nouveau mouvement pictural qu'il nommera en 1886 néo-impressionnisme. Félix Fénéon acquiert Une baignade après la mort de Seurat auprès de ses héritiers. Il conserve longtemps cette toile et quand il doit se résoudre à la remettre en vente elle est achetée par la National Gallery .
Si l'œuvre manifeste encore clairement l'influence impressionniste par son thème (scène au bord de l'eau), ses couleurs claires et la division des touches, elle s'en éloigne déjà par les poses classiques et les contours lisses des baigneurs, une rigueur de composition quasi géométrique qu'à la suite du critique Paul Alexis, on a souvent comparée à Doux pays de Puvis de Chavannes (exposé au Salon de 1882), l'atmosphère silencieuse qui s'en dégage. Par là, Seurat montre sa volonté de conférer à une scène de loisir moderne, une solennité et une dignité classiques. L'utilisation du nombre d'or est présente dans cette toile, que ce soit la taille de la toile elle-même, ou la taille de certains éléments principaux de la toile.

### Documentaires
- 2015, Carlos Franklin : Une baignade à Asnières de Georges Seurat in Les Petits Secrets des grands tableaux, documentaire Arte (27 min).